# كيكي ويليمز
كيكي ديد هانيلوك ويليمز (من مواليد 11 أغسطس 1996) هي عارضة أزياء هولندية. ظهرت لأول مرة في عرض إيف سان لوران لربيع وصيف 15 ، وحملته المطبوعة اللاحقة ، بعدسة هيدي سليمان.